# 坎佩斯特里达塞拉
坎佩斯特里达塞拉是巴西南大河州的一个市镇。总面积538平方公里，总人口3242人，人口密度6.02人/平方公里。